# Ctenus doloensis
Ctenus doloensis este o specie de păianjeni din genul Ctenus, familia Ctenidae, descrisă de Caporiacco, 1940.
Este endemică în Etiopia. Conform Catalogue of Life specia Ctenus doloensis nu are subspecii cunoscute.